# Gruppo Brigate Garibaldi "Vittorio Veneto"
Il Gruppo di brigate Vittorio Veneto è stata una formazione partigiana durante la Resistenza italiana.

## Storia
Il Gruppo nasce dall'attività iniziata da Giovanbattista Bitto e don Giuseppe Faè. La data ufficiale viene fatta risalire alla notte del 26 marzo 1944, data in cui un gruppo di abitanti del paese di Montaner (frazione di Sarmede) salì stabilmente sull'altipiano del Cansiglio, diviso tra le attuali provincie di Belluno, Treviso e Pordenone.
Il nome Vittorio Veneto lo assunse però più tardi, quando all'iniziale gruppo di montaneresi si aggiunse un nucleo di vittoriesi.
Successivamente la formazione aderì alle brigate Garibaldi, entrando così a far parte della Divisione Nino Nannetti, ma conservando una autonomia dal punto di vista della direzione logistica e operativa.
A questo primo nucleo si aggiunsero in seguito nuovi combattenti, tanto che il gruppo Vittorio Veneto si trasformò nell'estate del 1944 prima in brigata e infine in gruppo brigate, con più di 1.000 uomini tra territoriali e partigiani in montagna.
Tra le unità operative di cui si componeva all'epoca del rastrellamento (primi di settembre del 1944): la "Bixio", la "Cairoli" e la "fratelli Bandiera", più la compagnia comando.
Completavano la formazione i battaglioni autonomi Luciano Manara, Ippolito Nievo e Manin, schierati sul fronte orientale dell'altopiano, e il battaglione territoriale Silvio Trentin a Vittorio Veneto.
A seguito del rastrellamento nazifascista di fine agosto-primi di settembre del 1944, il Gruppo Brigate Vittorio Veneto subì una drastica riduzione dei propri ranghi e venne ricostruito nell'autunno solo su due brigate: la Cacciatori delle Alpi e la Ciro Menotti, più il Comando Città di Vittorio Veneto, quest'ultimo però solamente territoriale.
Successivamente, a partire da febbraio-marzo 1945, si aggiunsero anche la "fratelli Bandiera" e la "Cairoli".
La zona operativa di pertinenza del Gruppo Brigate Vittorio Veneto era piuttosto vasta, a cavallo del trevigiano e del bellunese, e includeva non solo l'Altopiano del Cansiglio, ma anche l'Alpago, la pedemontana, ed era delimitata ad ovest dalla strada statale Alemagna e a sud dalla strada statale Pontebbana da San Vendemiano a Sacile.
Comandante della formazione, fin dalla nascita e anche durante il passaggio da battaglione a brigata e poi gruppo brigate, fu Giovanbattista Bitto, nome di battaglia "Pagnoca", ex sottotenente degli alpini, coadiuvato dal vicecomandante Ermegildo Pedron (Spirito, poi Libero) e dal commissario Attilio Tonon (Bianco).

## Comandanti
Comandavano invece i singoli reparti:
- Roberto Anelli-Monti (Milos) la Cairoli,
- Nino De Marchi (Rolando) prima la Bixio, poi la Cacciatori delle Alpi e infine la fratelli Bandiera,
- Giuseppe Giust (Vitas)[1] la Cacciatori delle Alpi e
- Raimondo Lacchin (Chirurgo) la Ciro Menotti.
- Alessandro Cancian (Maine) e poi Elio Busato (Nagi) erano invece a capo delle formazioni territoriali.

## Attività partigiana
Numerose furono le azioni militari di cui il Gruppo Vittorio Veneto si rese protagonista, azioni che andavano dalle semplici interruzioni ferroviarie e delle linee ad alta tensione fino ai sabotaggi delle centrali elettriche, dagli assalti contro i presidi nemici agli scontri diretti con tedeschi, repubblichini e civili nella zona del Cansiglio. Di particolare gravità fu l'eccidio del Bus de la Lum.
Alto di conseguenza fu il costo che la formazione pagò in termini di vite umane, nel corso della lotta partigiana: ben 200 sono infatti i caduti, riconosciuti dall'apposita Commissione Regionale Triveneta di Padova all'indomani della Liberazione, che appartenevano al Gruppo Brigate Vittorio Veneto.

## Persone legate alla brigata
- Giuseppe Faè
- Giovanbattista Bitto
- Attilio Tonon